# Jean-François Jodar
Jean-François Jodar (Montereau-Fault-Yonne, 2 dicembre 1949) è un allenatore di calcio ed ex calciatore francese, di ruolo difensore.

## Carriera

### Club
Ha giocato nella prima divisione francese.

### Nazionale
Ha collezionato sei presenze con la nazionale francese.